# Assassinat de Juvénal Habyarimana i Cyprien Ntaryamira
L'assassinat de Juvénal Habyarimana i Cyprien Ntaryamira es va produir el 6 d'abril de 1994, quan l'avió que portava el president de Ruanda Juvénal Habyarimana i el president de Burundi Cyprien Ntaryamira fou abatut amb míssils terra-aire quan es preparava per aterrar a l'Aeroport Internacional de Kigali, a Ruanda. L'assassinat va posar en marxa dos dels esdeveniments més sagnants de finals del segle XX: el genocidi ruandès i la Primera Guerra del Congo.
Es discuteix la responsabilitat de l'atac, la majoria de les teories que proposen com a sospitosos o el rebel Front Patriòtic Ruandès (FPR) o els extremistes propers al govern poder hutu oposats a la negociació amb el FPR. A les poques hores de l'atac va començar la massacre massiva dels poblats tutsis, provocant el genocidi dels tutsi en els tres mesos següents.

## Antecedents
En 1990 va començar la Guerra Civil ruandesa quan el Front Patriòtic Ruandès dominat per l'ètnia tutsi, va envair el nord de Ruanda des d'Uganda. La majoria dels lluitadors de la RPF han estat refugiats o fills dels refugiats que havien fugit de purgues ètniques pel govern hutu a mitjans del segle. L'intent de derrocar el govern va fallar, però el FPR va poder mantenir el control d'una regió fronterera. A mesura que es va fer evident que la guerra havia arribat a un estancament, els bàndols van iniciar negociacions de pau el maig de 1992, que va donar lloc a la signatura dels acords d'Arusha per crear un govern de concentració amb poder compartit.
Tanmateix la guerra radicalitzà l'oposició interna. L'espectacle de força del FPR va intensificar el suport a la denominada ideologia "poder hutu". Poder Hutu retratava el FPR com una força aliena amb la intenció de restablir la monarquia tutsi esclavitzant als hutus, perspectiva que ha de ser resistida per tots els mitjans. Aquesta ideologia va ser abraçada de tot cor per la Coalició per la Defensa de la República (CDR) que va advocar principis racistes conegut com els Deu Manaments Hutu. Aquest poder polític va provocar la caiguda del primer govern de Habyarimana al juliol de 1993 quan el primer ministre Dismas Nsengiyaremye va criticar el president per escrit per retardar un acord de pau. Habyarimana, membre del partit MRND, va acomiadar Nsengiyarmye i nomenar en el seu càrrec Agathe Uwilingiyimana, que era percebuda com a menys comprensiva amb el FPR. No obstant això, el principal partit de l'oposició es va negar a donar suport al nomenament d'Agathe, i cada divisió es va dividir en dues faccions: una cridant a la defensa indestructible de poder hutu i l'altra, considerada "moderat" que buscava solució negociada a la guerra. Com que la primera ministra Uwilingiyimana no va poder formar un govern de coalició, la ratificació dels acords d'Arusha va ser impossible.

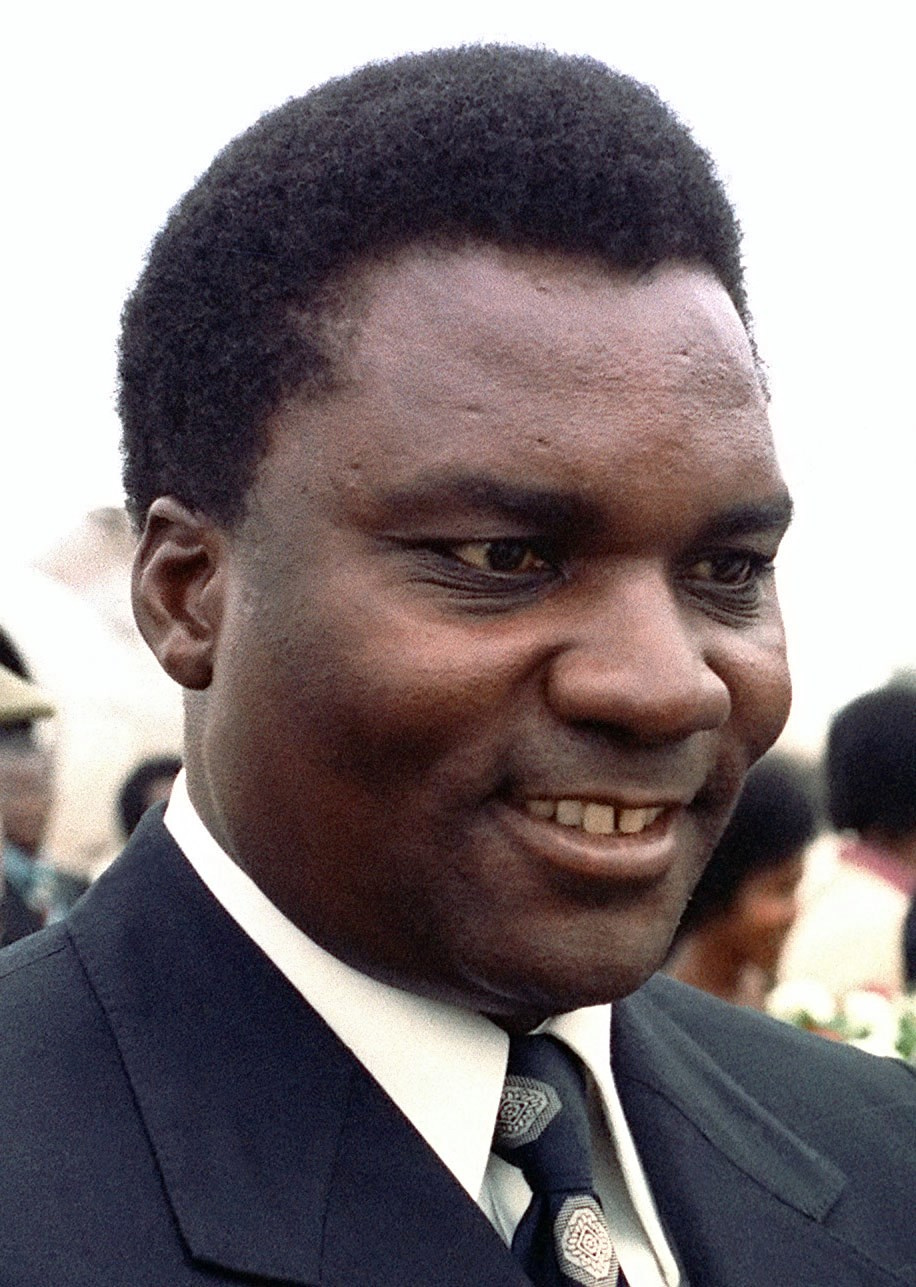
El President Juvénal Habyarimana en 1980

La situació de seguretat es va deteriorar el 1993. Milícies armades hutus atacaren els tutsis a tot el país, mentre que els seguidors d'alt rang del poder hutu van començar a considerar com les forces de seguretat pot girar-se cap al genocidi. En febrer de 1994, Roméo Dallaire, el cap de les forces militars adscrites a la Missió d'Assistència de les Nacions Unides a Ruanda (UNAMIR), qui havia estat enviada a observar el compliment dels Acords d'Arusha, va informar als seus superiors, "el temps sebla córrer contra les discussions polítiques, ja que qualsevol espurna al costat de la seguretat podria tenir conseqüències catastròfiques."
Al Consell de Seguretat de les Nacions Unides a principis d'abril de 1994 es va observar un profund desacord entre els Estats Units i els membres del Consell no permanents sobre la UNAMIR. Malgrat un informe d'anàlisi classificat de l'Agència Central d'Intel·ligència (CIA) de febrer predeia mig milió de morts si el procés d'Arusha fracassava, els EUA estaven tractant de reduir els compromisos internacionals després del desastre de Somàlia i van pressionar per posar fi a la missió. El dimarts passat, el 5 d'abril, es va arribar a un acord per estendre el mandat de la UNAMIR durant tres mesos més. Mentrestant, Habyarimana estava acabant els viatges regionals. El 4 d'abril, havia volat a Zaire per reunir-se amb el president Mobutu Sese Seko i el dia 6 va volar a Dar es Salaam (Tanzània) per a una cimera regional d'un dia de caps d'estat convocada pel president de Tanzània. En el viatge de retorn aquesta nit se li va unir el president de Burundi Cyprien Ntaryamira, i un parell dels seus ministres, que va preferir el Dassault Falcon 50 més ràpid que el govern francès havia donat a Habyarimana que el propi avió presidencial de Ntaryamira.
Segons el testimoni del primer ministre interí Jean Kambanda al Tribunal Penal Internacional per a Ruanda (TPIR), el president Mobutu Sese Seko de la veïna Zaire (ara República Democràtica del Congo) havia advertit Habyarimana de no anar a Dar es Salaam el 6 d'abril. Es diu que Mobutu hauria fet aquest advertiment que havia arribat d'un funcionari de molt alt nivell al Palau de l'Elisi a París. Hi havia un enllaç entre aquest advertiment, va dir Mobutu, i el posterior suïcidi a l'Elisi de François de Grossouvre, un alt funcionari del president François Mitterrand, un funcionari que s'havia suïcidat el 7 d'abril passat després de conèixer l'enderrocament del Falcon.

## Atac amb míssils
Poc abans de les 20:20 hora local (18:20 UTC), el jet presidencial va volar en circle una vegada al voltant de l'Aeroport Internacional de Kigali abans d'iniciar l'aterratge. S'havia donat prioritat al vol setmanal per part d'un C-130 Hercules belga que portava tropes de la UNAMIR de tornaven per aterrar abans que el jet presidencial, però es va moure per donar prioritat a l'avió presidencial.
Un míssil terra-aire va colpejar una de les ales del Dassault Falcon, després un segon míssil va xocar amb la seva cua. L'avió va esclatar en flames en vol abans de xocar contra el jardí del palau presidencial, explotant en l'impacte. L'avió transportava tres tripulants francesos i nou passatgers.
L'atac va ser vist per nombroses persones. Un dels dos oficials belgues al jardí d'una casa a Kanombe, el barri on es troba l'aeroport, va veure i escoltar l'ascens del primer míssil cap al cel, va veure un flaix vermell al cel i va escoltar un motor d'avió aturat, seguit d'un altre míssil. Va cridar immediatament al major de Saint-Quentin, part de l'equip francès adscrit al batalló de paracaigudisme ruandès, que li va aconsellar que organitzés una protecció per als seus camarades belgues. De la mateixa manera, un altre oficial belga estacionat en una torre de control no utilitzada de l'aeroport va veure les llums d'un avió que s'acostava, una llum que viatjava cap amunt des del terra i que s'apagaven les llums dels avions. A això va seguir una segona llum que s'eleva des del mateix lloc que el primer i l'avió es converteix en una bola de foc descendent. Aquest oficial immediatament va avisar per ràdio al comandant de la seva companyia, que va confirmar amb la torre de control operacional que l'avió era l'avió presidencial.
Un soldat ruandès al camp militar de Kanombe va recordar,
| « | Ja sabeu, el so del motor era diferent del d'altres avions; és a dir, el so del motor del president ... Estàvem mirant cap a on venia l'avió, i vam veure un projectil i una bola en flames i vam veure que l'avió baixava; i ho vaig veure. Jo era el líder del bloc, així que vaig demanar als soldats que s'aixequessin i els vaig dir: "Aixequeu-vo's perquè Kinani" [un sobrenom en Kinyarwanda per a Habyarimana que significa "famós" o "invencible"] ha estat derrocat". Em van dir: "Menteixes". Vaig dir: "És cert." Així que vaig obrir el meu armari, em vaig posar el meu uniforme i vaig escoltar el so de la corneta. | » |

Uns oficials cadets ruandesos a l'aeroport que estaven escoltant la Radio Télévision Libre des Mille Collines van escoltar al locutor que el jet presidencial aterrava. La transmissió parlada es va aturar de sobte i deixà pas a una selecció de música clàssica.

### Víctimes
Els dotze passatgers del Falcon van morir. Eren:
| - Juvénal Habyarimana, President de Ruanda - Cyprien Ntaryamira, President de Burundi - Bernard Ciza, Ministre d'Obres Públiques de Burundi - Cyriaque Simbizi, Ministre de Comunicació de Burundi - Major General Déogratias Nsabimana, cap d'estat major de l'exèrcit ruandès - Major Thaddée Bagaragaza, responsable de la casa militar del president ruandès - Colonel Elie Sagatwa, Membre de la secretaria especial del president ruandès, cap del gabinet militar del president de Runda - Juvénal Renaho, assessor d'afers estrangers del president ruandès - Dr Emmanuel Akingeneye, metge personal del president ruandès | Tripulació francesa: - Jacky Héraud (pilot) - Jean-Pierre Minaberry (co-pilot) - Jean-Michel Perrine (enginyer de vol) |

## Reacció immediata
El caos es va produir a terra. La Guàrdia Presidencial, que estava esperant per escortar el president a casa des de l'aeroport, amenaçava la multitud amb les seves armes. Vint cascs blaus belgues que estaven estacionats al llarg del perímetre de l'aeroport foren envoltats per la Guàrdia Presidencial i alguns estaven desarmats. L'aeroport va ser tancat i l'Hèrcules belga que volava en cercles fou desviat a Nairobi.
A Camp Kanombe, la crida de corneta immediatament posterior a la caiguda fou presa pels soldats com a significat que el Front Patriòtic Ruandès havia atacat el campament. Els soldats es van apressar a les armeries de les seves unitats per equipar-se. Els soldats de la brigada de paracomando es van reunir a la zona de desfilada a les 9 de la tarda, mentre que membres d'altres unitats es van reunir en un altre lloc del camp. Almenys un testimoni va afirmar que, aproximadament una hora després de l'accident, es produïa el soroll d'un tiroteig a Kanombe. També es van informar inicialment d'explosions de municions a Camp Kanombe.
L'oficial superior de la zona operativa de Kigali va trucar al Ministeri de Defensa amb notícies. El ministre de Defensa, Augustin Bizimana estava fora del país i l'oficial que va afagar la trucada no va aconseguir arribar al Col. Théoneste Bagosora, director de l'oficina del ministre de Defensa, que aparentment era a la recepció donada pels oficials de Bangladesh de la UNAMIR.
Les notícies de l'accident, inicialment denunciat com una explosió del dipòsit de municions de la UNAMIR, es van retransmetre ràpidament al comandant de la força de la UNAMIR, Dallaire. Va ordenar que el comandant del sector d'UNAMIR Kigali Luc Marchal enviés una patrulla al lloc de l'estavellament. Nombroses persones van començar a trucar a UNAMIR a la recerca d'informació, inclosa la primera ministra Agathe Uwilingiyimana i Lando Ndasingwa. Uwilingiyimana va informar a Dallaire que estava tractant de reunir el seu gabinet, però molts ministres tenien por de deixar les seves famílies. També va informar que tots els ministres de línia dura havien desaparegut. Dallaire va preguntar a la primera ministra si podia confirmar que era l'avió del president que s'havia caigut i va cridar al cap polític de la UNAMIR Jacques-Roger Booh-Booh per informar-lo dels esdeveniments. Uwilingiyimana va tornar a trucar per confirmar que era l'avió del president i que se suposava que era a bord. Ella també va demanar ajuda a la UNAMIR per recuperar el control de la situació política, ja que legalment era la següent en la línia de successió, però alguns ministres moderats aliats amb ella ja havia començat a fugir de les seves cases, tement per la seva seguretat.
A les 9:18 pm, els Guàrdies Presidencials que un informe de la UNAMIR va qualificar de "nerviosos i perillosos" van establir un control prop de l'Hotel Méridien. S'havien instal·lat altres bloqueigs abans de l'atac com a part de preparatius de seguretat per a l'arribada de Habyarimana. La patrulla de soldats belgues de la UNAMIR enviada per investigar el lloc de l'estavellament van ser detinguda en un control de la guàrdia presidencial a les 9:35 de la tarda, desarmat i enviada a l'aeroport.
La brigada para-comando CRAP es va encarregar de recollir els cossos del lloc de l'estavellament i es va impedir que les tropes de pau de l'ONU accedissin al lloc. Més tard, dos soldats francesos van arribar a l'accident i van demanar la caixa negra un cop que es recuperés. El parador posterior de la caixa negra es desconeix. El militar francès es va comunicar amb Dallaire i es va oferir a investigar l'estavellament, que Dallaire el va rebutjar immediatament.
Un coronel ruandès que va trucar al comandament de l'exèrcit uns 40 minuts després de l'accident va dir que no hi havia confirmació que el president hagués mort. Aproximadament mitja hora després, aproximadament a les 9:30, la situació encara era confosa en el comandament de l'exèrcit, tot i que semblava clar que l'avió presidencial havia esclatat i que probablement havia estat afectat per un míssil. Van arribar les notícies que el General de Divisió Déogratias Nsabimana, el cap d'estat major de l'exèrcit, estava al avió. Els oficials es van adonar que havien de nomenar un nou cap d'estat major per clarificar la cadena de comandament i va començar una reunió per decidir qui nomenar. El coronel Bagosora es va unir a ells poc després. A les 10 de la tarda, Ephrem Rwabalinda, l'oficial d'enllaç del govern de la UNAMIR, va trucar Dallaire per informar-li que estava a punt de reunir-se un comitè de crisi. Després d'informar els seus superiors a la ciutat de Nova York de la situació, Dallaire va assistir a la reunió, on va trobar Bagosora al càrrec.

### Conseqüències
La xifra de morts del genocidi ruandès es calcula habitualment en 800.000, encara que algunes estimacions superen un milió. El FPR va envair Ruanda, eventualment va ocupar el país i instal·lar un nou govern. Al voltant de 1,2 milions de refugiats van fugir als països veïns, parcialment per por al FPR i, en part, a causa d'un pla dels extremistes hutus per utilitzar els camps de refugiats com a base militar per a la reconquesta de Ruanda. La crisi dels refugiats dels Grans Llacs es va anar polititzant i militaritzant fins que el FPR va recolzar un atac rebel contra els camps de refugiats a través de la frontera a la República Democràtica del Congo l'any 1996. La rebel·lió de l'Aliança de Forces Democràtiques per l'Alliberament del Congo van continuar la seva ofensiva, a la Primera Guerra del Congo, fins que van enderrocar el govern de Mobutu Sese Seko. El 1998, el nou president congolès, Laurent-Désiré Kabila, va trencar amb els seus aliats estrangers, que van començar una altra rebel·lió per posar en marxa un govern més susceptible.
La Guerra Civil de Burundi va continuar després de la mort de Ntaryamira, ambdues van ser sostingudes per la inestabilitat a Ruanda i el Congo. Més de 300,000 persones van morir abans que es va establir un govern d'unitat nacional el 2005.
En algun moment després de l'assassinat del 6 d'abril, les restes de Juvenal Habyarimana van ser obtingudes pel president de Zaire Mobutu Sese Seko i foren sebollits en un mausoleu privat a Gbadolite (Zaire, ara República Democràtica del Congo). Mobutu va prometre a la família de Habyarimana que el seu cos rebria un enterrament adequat a Ruanda. El 12 de maig de 1997, quan els rebels de l'Aliança de Forces Democràtiques per a l'Alliberament del Congo de Laurent-Désiré Kabila avançaven sobre Gbadolite, Mobutu tenia les restes volant en un avió de càrrega a Kinshasa on esperaren a l'asfalt de l'aeroport de N'djili durant tres dies. El 16 de maig, el dia anterior a que Mobutu fugís del Zaire, les restes de Habyarimana es van cremar sota la supervisió d'un líder hinduista hindi.

## Responsabilitat
Mentre que la sospita inicial va recaure sobre els extremistes hutus que van dur a terme el genocidi posterior, hi ha hagut diversos informes des de l'any 2000 que afirmen que l'atac va ser dut a terme pel FPR a instàncies de Paul Kagame, que passà a ser president de Ruanda. Tanmateix, totes aquestes proves estan molt qüestionades i molts estudiosos, així com les Nacions Unides, s'han abstingut d'emetre un resultat definitiu. Mark Doyle, un corresponsal de BBC News que va informar des de Kigali durant el genocidi de 1994, va assenyalar el 2006 que les identitats dels assassins "podrien resultar ser un dels grans misteris de finals del segle XX". Paul Kagame i l'acusació del FPR que extremistes hutus derrocaren l'avió ha rebut suport estatal i la supressió de les acusacions de participació del FPR. Bèlgica s'ha abstingut de donar suport a qualsevol d'ambdues posicions.
Un informe actualment desclassificat del Departament d'Estat dels Estats Units del 7 d'abril informa d'una font no identificada que indica a l'ambaixador dels EUA a Ruanda "elements hutu de l'exèrcit possiblement la guàrdia d'elit presidencial, responsable de disparar l'avió". Aquesta conclusió va ser recolzada per altres organismes nord-americans, inclosa la CIA i l'Agència d'Intel·ligència de Defensa. Philip Gourevitch, en el seu llibre de 1998 sobre el genocidi, We Wish to Inform You That Tomorrow We Will Be Killed with Our Families (Desitgem informar-vos que demà serem assassinats amb les nostres famílies), va enquadrar el pensament de l'època:
| « | Encara que els assassins de Habyarimana mai no han estat identificats de manera positiva, la sospita s'ha centrat en els extremistes en el seu seguici, especialment el coronel Théoneste Bagosora, íntim d'Agathe Habyarimana, i membre fundador de l'akazu i els seus esquadrons de la mort, que van dir el gener de 1993 que estava preparant un apocalipsi. | » |

L'informe de 1997 del Senat de Bèlgica va declarar que no hi havia prou informació per determinar detalls sobre l'assassinat. Un informe de 1998 de l'Assemblea Nacional Francesa va presentar dues explicacions probables. Un era que l'atac va ser dut a terme per grups d'extremistes hutus, afligits per l'avanç de les negociacions amb el FPR, l'adversari polític i militar del règim actual, mentre que l'altre era que era responsabilitat del FPR, frustrat per la falta de progrés en els acords d'Arusha. Entre altres hipòtesis que es van examinar hi ha una que implicava l'exèrcit francès, encara que no hi ha cap motiu clar per a un atac francès al govern de Runda. L'informe francès de 1998 no va fer cap determinació entre les dues teories dominants. Un informe de 2000 de l'Organització d'Unitat Africana nova intentar determinar cap responsibilitat.
Un article de gener del 2000 al diari canadenc National Post informava que Louise Arbour, el fiscal principal del TPIR, havia acabat una investigació sobre el tiroteig després que tres informants tutsis van presentar el 1997 amb detall acusacions contra Paul Kagame i el FPR, al·legant que havien estat membres d'un "equip d'elit" responsable de l'enderrocament. Després d'aquesta filtració, un informe de tres pàgines escrit per l'investigador Michael Hourigan va ser enviat al TPIR on els advocats defensors ho havien demanat. Hourigan més tard va declarar que la investigació sobre l'enderrocament havia estat clarament dins del seu mandat i que estava "sorprès" quan Arbor va fer una aproximació i li va dir que no ho era. Un dels tres informants era Jean-Pierre Mugabe, que va emetre una declaració sobre el tiroteig a l'abril de 2000.
El 2004 un informe del magistrat antiterrorista francès Jean-Louis Bruguière, que investigava les morts de la tripulació de l'avió francès, va declarar que l'assassinat s'havia dut a terme per encàrrec de Paul Kagame. L'informe es va basar en centenars d'entrevistes, inclòs Abdul Ruzibiza, antic lloctinent del FPR que va afirmar que era part d'una cèl·lula que va dur a terme l'assassinat amb míssils SA-16. Ruzibaza va publicar més tard el seu testimoniatge en un comunicat de premsa el 2004, detallant la seva versió i acusant encara més al FPR d'iniciar el conflicte, prolongar el genocidi, dur a terme atrocitats generals durant el genocidi i la repressió política. L'antic dirigent del FPR va publicar un llibre en 2005 amb aquesta versió (Rwanda. L'histoire secrete), i va declarar sota jurament davant el TPRI el 2006. L'estudiós René Lemarchand va escriure sobre el llibre que "L'acurat maneig de l'evidència, la informació notablement precisa sobre qui va fer el que, on i quan, la familiaritat de l'autor amb el codi operatiu del FPR, deixen pocs dubtes en la ment del lector sobre la responsabilitat de Kagame en provocar l'esdeveniment que va provocar el vessament de sang". Sobtadament, en novembre de 2008 Ruzibiza va afirmar que s'ho havia inventat tot, però uns mesos abans de la seva mort el 2010, Ruzibiza va explicar que la seva retractació "està vinculada a la meva seguretat personal i la d'altres testimonis".
El periodista Robin Philpot va informar el 2005 que l'exsecretari general de les Nacions Unides, Boutros Boutros-Ghali, va dir que Bruguière li havia dit que la CIA estava involucrada en l'assassinat d'Habyarimana.
Paul Rusesabagina, un ruandès d'origen mixt hutu i tutsi, famós pels seus esforços per salvar gent del genocidi que van servir de base de la pel·lícula de 2004 Hotel Rwanda, ha recolzat l'al·legació que Kagame i el FPR n'estaven darrere i va escriure al novembre de 2006 que "desafiava la lògica" que el Consell de Seguretat de les Nacions Unides no hagués ordenat una investigació, tal com havia seguit la l'assassinat molt menys conseqüent de Rafik Hariri en 2005.
També al novembre de 2006, Bruguière va emetre un altre informe en què es va acusar Kagame i al FPR de planejar l'assassinat. En protesta, Kagame va trencar les relacions diplomàtiques entre França i Ruanda. Linda Melvern, autora de Conspiracy to Murder: The Rwandan Genocide, va assenyalar:
| « | Les proves que el jutge francès havia presentat al·legant la implicació del president Kagame en l'assassinat del seu predecessor era molt escasses, i part d'elles, pel que fa als suposats míssils antiaeris usats per abatre l'avió presidencial, ja havien estat rebutjades per un Investigació parlamentària francesa. | » |

En 2007 un article de Colette Braeckman a Le Monde Diplomatique qüestiona amb fermesa la fiabilitat de l'informe del jutge Bruguière i suggereix la implicació directa del personal militar francès o amb les forces de la Guàrdia Presidencial del govern de Ruanda en l'atac de míssils a l'avió. En una entrevista de 2007 en la BBC, Kagame va dir que cooperaria amb una investigació imparcial. La BBC va concloure: "Que qualsevol jutge vulgui assumir aquesta tasca ja és una altra cosa."
Bruguière també va emetre ordres de detenció per a nou ajudants de Kagame el 2006. El novembre de 2008, el govern alemany va implementar la primera d'aquestes ordres europees i va arrestar a Rose Kabuye, cap de protocol de Kagame, a la seva arribada a Frankfurt. Kabuye va acceptar ser transferida immediatament a la custòdia francesa per respondre a les preguntes de Bruguière.
Al febrer de 2008 es va emetre una acusació de 182 pàgines i ordres d'arrest internacional contra 40 funcionaris antics o actuals militars d'alt rang ruandesos de l'Exèrcit Patriòtic Ruandès/Forces Ruandeses de Defensa pel Jutge d'Investigació Fernando Andreu Merelles de l'Audiència Nacional. Van ser acusats d'una sèrie de delictes greus entre 1990 i 2002, inclòs l'enderroc de l'avió d'Habyarimana. A diferència de la investigació judicial francesa, L'acusació d'Andreu estava en part basada en el principi de jurisdicció universal.
Kagame també va ordenar la formació d'una comissió dels ruandesos que va ser "acusada de reunir proves de la participació de França en el genocidi". El caràcter polític d'aquesta investigació es va determinar encara més quan la comissió va emetre el seu informe únicament a Kagame al novembre de 2007 i el seu cap, Jean de Dieu Mucyo, va declarar que la comissió ara "esperava que el president Kagame declarés si la investigació era vàlida".
El gener de 2010, el govern de Ruanda publicà l'"Informe de la investigació sobre les causes i les circumstàncies i la responsabilitat per l'atac del 04/06/1994 contra el Falcon 50, Avió Presidencial Ruandès número de registre 9XR-NN", conegut com l'Informe Mutsinzi. L'informe multivolum implica els proponents de poder hutu en l'atac i Philip Gourevitch afirma que fa dos mesos, l'endemà de l'ingrés de Ruanda a la Commonwealth of Nations, França i Ruanda van restablir relacions diplomàtiques normals. Per descomptat, els ruandesos havien compartit l'informe Mutsinzi que s'està publicant amb els francesos. La normalització de les relacions suposa l'acceptació per part de França de les conclusions de l'informe."
La localització des de la qual es van disparar els míssils és disputada. Els testimonis oculars han afirmat diverses vegades que van veure els míssils llançats des de Gasogi Hill, Nyandungu Valley, Rusororo Hill i Masaka Hill. Alguns testimonis afirmen haver vist llançadors de míssils usats a Masaka Hill.
Una investigació francesa publicada el gener de 2012 va identificar la caserna de Kanombe com la probable font del míssil. La base estava controlada per forces de les FAR, inclosa la Guàrdia Presidencial i el batalló paracomando, i també hi tenia la base el Batalló Antiaeri (LAA). Aquest informe fou difós àmpliament per exonerar el FPR, encara que no ho va fer realment, segons Filip Reyntjens.
A l'octubre de 2018 es va informar que els números de sèrie de míssils aire-aire (SAM) en l'arsenal ugandès foren filtrats a Filip Reyntjens per una font en l'exèrcit ugandès. Segons Reyntjens, aquesta informació demostrava que els dos llançadors de míssils SA-16 que es van trobar a Kigali després de l'enderrocament, així com el llançador que es va trobar a la RD Congo en 2016 procedien d'Uganda. Reyntjens va argumentar que la responsabilitat del FPR en l'enderroc ja no podia ser negada.